# Río Tempisque (vattendrag i Costa Rica)
Río Tempisque (engelska: Tempisque River) är ett vattendrag i Costa Rica.   Det ligger i provinsen Guanacaste, i den västra delen av landet, 130 km väster om huvudstaden San José.